# 町藤光
町 藤光（まち ふじみつ/ひさみつ）は、室町時代中期の公卿。町家2代当主。

## 略歴
元中7年/明徳元年（1390年）、権大納言・町資藤の子として誕生。官位は従一位・権大納言。
文明元年（1469年）、薨去。家督は子・広光が継いだ。

## 官歴
- 元中7年（1390年）- 誕生
- 応永26年（1419年）3月10日 - 任参議
- 時期不明 - 権大納言に転任
- 康正2年（1456年）1月5日 - 従一位に昇叙する
- 文明元年（1469年）11月12日 - 薨去

## 系譜
- 父：町資藤
- 母：因幡守平詮定の娘
- 妻：阿波守一色満直の娘
  - 長男：町広光 - 正二位、権大納言
  - 次男：光什（? - 1533年）- 日野勝光の養子、延暦寺、横川長吏、法性寺座主、日野別当、法務大僧正
- 生母不明
  - 女子：（? - ?）- 安禅寺比丘尼
  - 女子：